# 명진 (1985년)
명진(1985년 8월 22일 ~)은 대한민국의 가수다. 2022년 싱글 앨범 [노래합시다]로 데뷔했다.

## 방송
- 아침마당 (2022)
- 미스터트롯2 - 새로운 전설의 시작 (2022) - Top119

## 음반
- 노래합시다 (2022)